# بيتر كينيدي (لاعب كرة قدم)
بيتر كينيدي (بالإنجليزية: Peter Kennedy)‏ (10 سبتمبر 1973 في المملكة المتحدة - ) هو لاعب كرة قدم بريطاني في مركز الدفاع. شارك مع منتخب إيرلندا الشمالية لكرة القدم من الدرجة الثانية ‏ ومنتخب أيرلندا الشمالية لكرة القدم. أما مع النوادي، فقد لعب مع بورتاداون وديربي كاونتي وغلينافون وغلينتوران ونادي بيتربورو يونايتد ونادي واتفورد ونوتس كاونتي وويغان أتلتيك وDonegal Celtic F.C. ‏ وKilmore Recreation F.C. ‏.

## وصلات خارجية
- بيتر كينيدي على موقع قاعدة بيانات كرة القدم.إي يو (الإنجليزية)
- بيتر كينيدي على موقع Soccerbase.com (لاعب) (الإنجليزية)
- بيتر كينيدي على موقع عالم كرة القدم.نت (الإنجليزية)